# Piedrahíta de Castro
Piedrahíta de Castro es un municipio y villa española de la provincia de Zamora, en la comunidad autónoma de Castilla y León. Se encuentra en la comarca de Tierra del Pan.
Localidad situada a unos 24 km al norte de la capital zamorana, en una llanura cuajada antaño de pequeñas lagunas cuya existencia queda reflejada en la delimitación de términos y propiedades que aparecen recogidas en los antiguos apeos y visitas a su iglesia (Laguna de Carvajal, Laguna Luenga, Laguna de las Mayas, Laguna de la Majada, etc.).

## Toponimia
Piedrahíta proviene del latín petra ficta, literalmente 'piedra clavada'. Designa propiamente una piedra clavada en el terreno como delimitación de una propiedad. El topónimo se repite con abundancia en la romania: Pierrefitte (Argelès-Gazost), Pietrafitta, (Avegno, Génova), con ligeras variantes (fissa y no ficta) Pietrafessa (Castiglione della Pescaia, Italia), etc. En zona de habla castellana citemos Piedrahíta (Teruel), Piedrahíta (Ávila), Piedrahíta de Juarros (Burgos), etc. Pueden compararase con /f/ mantenida: Piedrafita del Cebrero (entre León y Lugo), Piedrafita de Babia (León), etc en zonas donde originalmente /f/ inicial era mantenida. Comparemos el catalán Perafita (Osona), o los gallegos Pedrafita (Lugo, Pontevedra,etc). A veces piedra ha sido omitido y hallamos simplemente Hita (Guadalajara), El Hito, (Cuenca). También Fitero, Lanzahíta.

## Historia

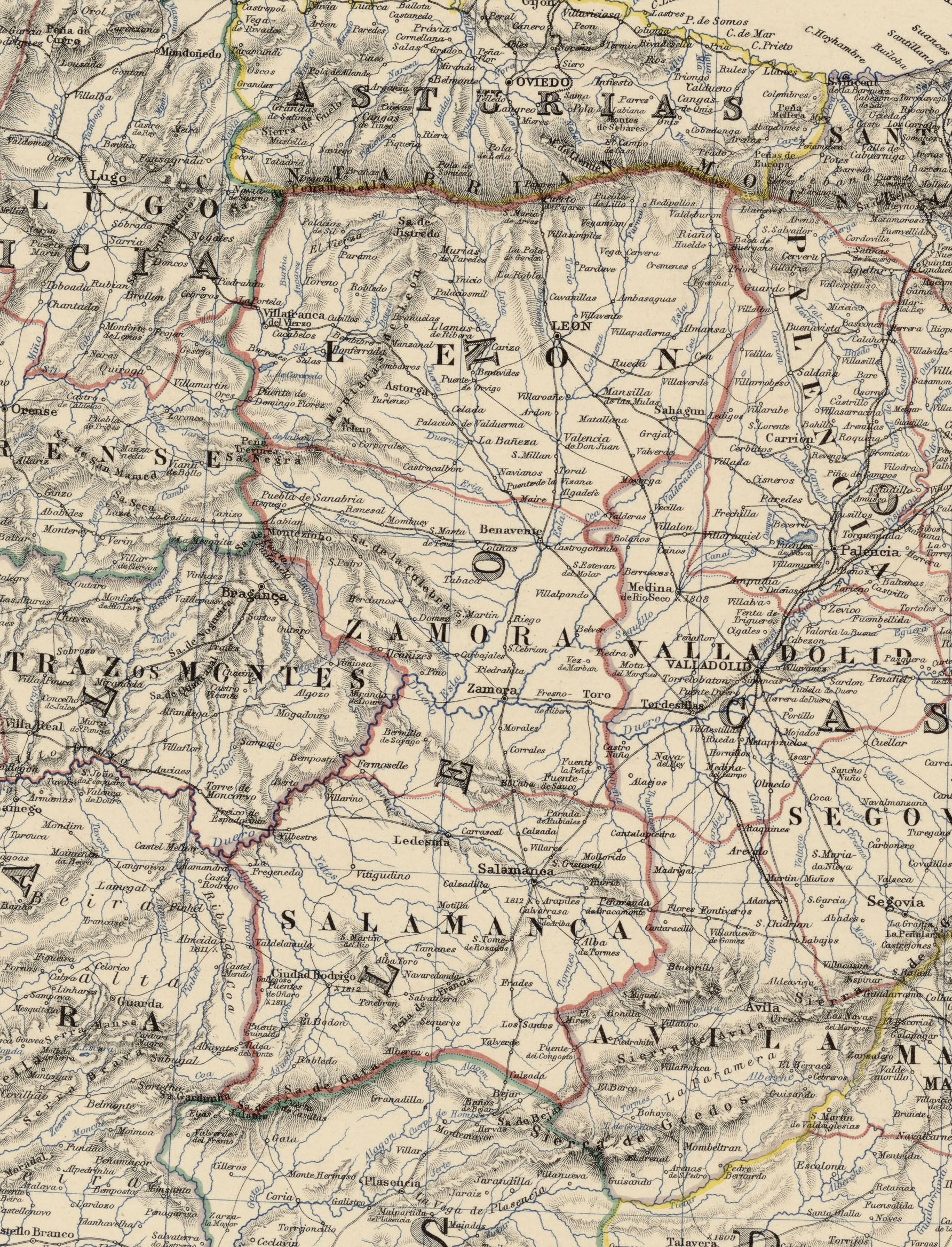
Detalle del mapa Spain & Portugal, realizado en 1864 por Keith Johnston, en el que se puede observar Piedrahíta de Castro.

El asentamiento actual de Piedrahíta se relaciona con la repoblación medieval efectuada por los reyes de León. Varias instituciones eclesiásticas tuvieron aquí un importante patrimonio rústico, como el Cabildo de la catedral y los monasterios de San Jerónimo y el de la Santísima Trinidad, o la parroquia de Nª S.ª de los Remedios de Zamora.
El lugar perteneció a la encomienda santiaguista de Castrotorafe, creada tras la concesión otorgada en 1176 por el rey Fernando II de León de Castrorafe a la Orden de Santiago, dependiendo de la misma Piedrahíta de Castro, así como su iglesia y tres hospitales (San Sebastián, La Vera Cruz y Nuestra Señora de la O.). En la visita que realizaron a Piedrahíta los enviados de la Orden de Santiago el 28 de noviembre de 1528 consta el mal estado en el que se encontraban estos últimos, ordenando al concejo: «que todos los dichos tres hospitales resuman en uno, con paresçer del cura, o de su lugar teniente, el qual dicho hospital visite una vez cada mes el cura, o el dicho su lugar teniente, con un jurado o con otra persona, que para ello nombre el Concejo, y le hagan tener bien reparado e proveydo de las cosas nesçesarias para que se acojam los pobres». 
Es posible que cumpliendo este mandato los tres se fusionasen en uno que bien pudo ser el de la Vera Cruz pues sabemos por los libros de fábrica de la parroquia que en 1753 existía una ermita con esa advocación que fue reedificada de nuevo pero de la que ya no queda rastro.
En 1585, durante el reinado de Felipe II, el Concejo de Piedrahíta compró al Reino 576 fanegas por 239 323 maravedíes de terreno baldío en Moreruela de Miro. A causa del aprovechamiento del terreno de este despoblado, los Concejos de Piedrahíta y de Moreruela de los Infanzones sostuvieron un pleito. A mediados del siglo XVIII había censados 36 vecinos y 8 viudas; además, otros 15 vecinos residían en Pajarones, un barrio que pertenecía jurídicamente a Pajares.
Ya en la Edad Contemporánea, cabe señalar que al crearse las actuales provincias en la división provincial de 1833, Piedrahíta de Castro quedó encuadrado en la provincia de Zamora, dentro de la Región Leonesa.

## Geografía humana

### Demografía
Cuenta con una población de 106 habitantes (INE 2024).

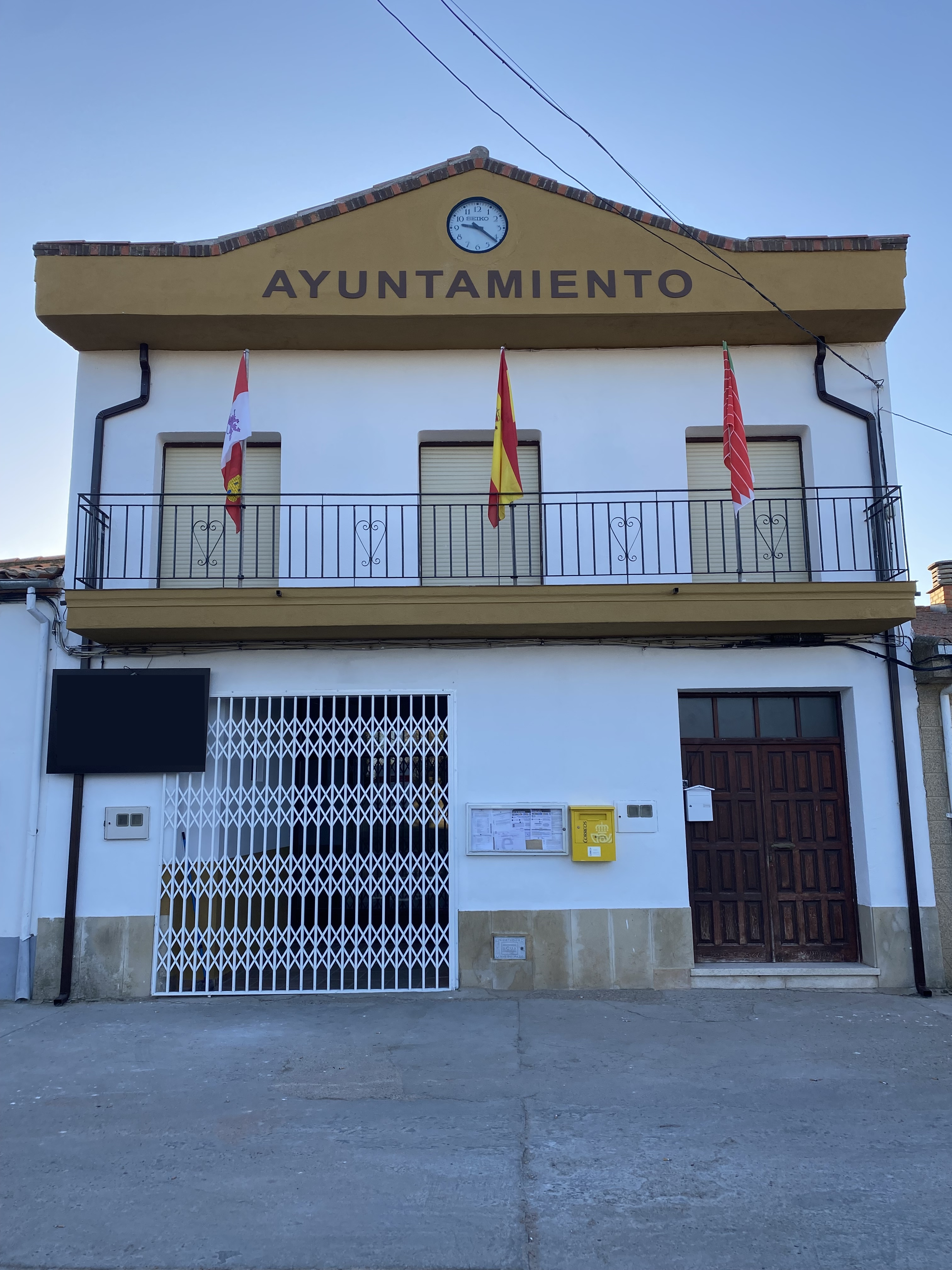
Casa consistorial

| Gráfica de evolución demográfica de Piedrahíta de Castro entre 1842 y 2021 |
| |
| Población de derecho según los censos de población del INE Población de hecho según los censos de población del INEEn estos censos se denominaba Piedrahíta: 1842, 1857 y 1860. |

## Símbolos
El escudo y la bandera municipal fueron aprobados por el pleno del Ayuntamiento de Piedrahíta de Castro en su sesión del 26 de abril de 2022, describiéndose de la siguiente manera:
Escudo
Partido y entado en punta. Primero, de gules, un monolito de planta. Segundo, de sinople, tres espigas de oro, con sus tallos cruzados entre sí. Entado en punta, de plata, tres cruces de Santiago de gules. Al timbre, corona real cerrada.
Bandera
Paño rectangular cuya longitud es una vez y media su altura. Dividido en dos partes por línea diagonal que va desde el ángulo inferior del asta al superior del vuelo. La parte superior del asta es de color blanco, y lleva cargado el escudo municipal, con una altura equivalente a la mitad de la altura total de paño. La parte inferior del vuelo es de color rojo. Sobrepuesta sobre la división entre ambas partes va una franja diagonal de color verde y de una anchura de 1/5 de la altura total del paño, y que va separada de la parte roja por una estrecha franja blanca de una anchura de 1/10 de la anchura de la verde.

## Patrimonio

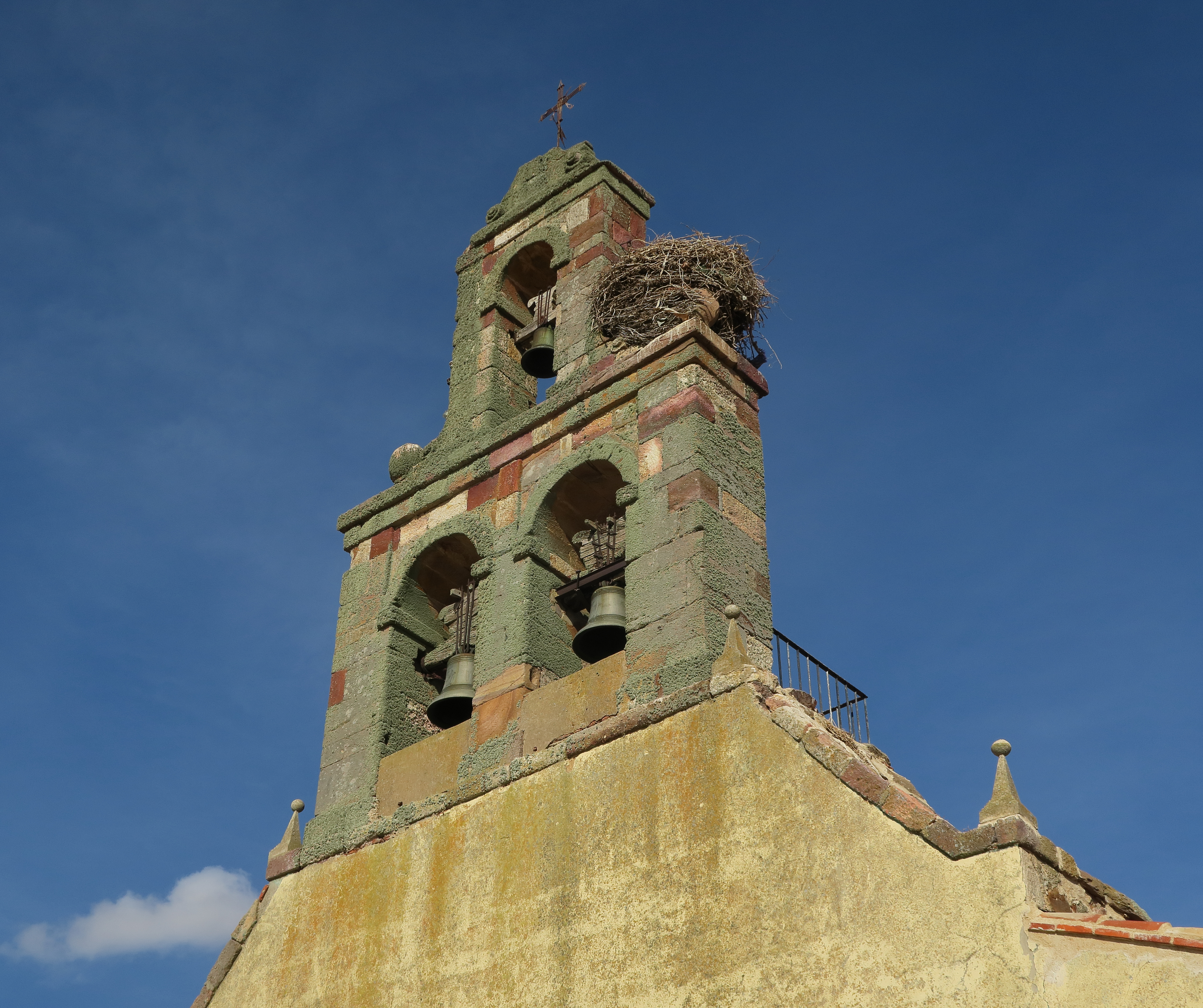
Espadaña de la iglesia de la Asunción

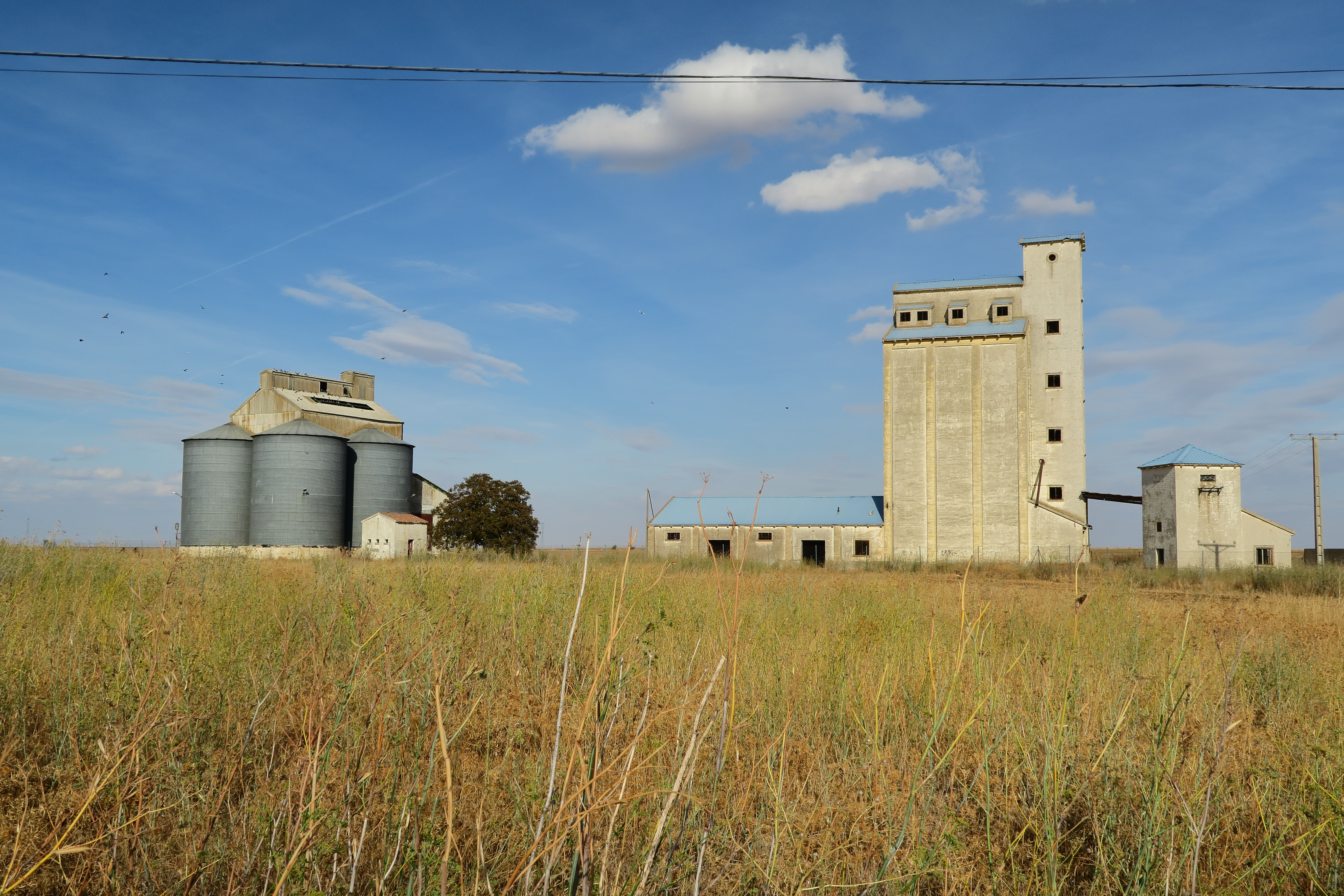
Silos agrícolas

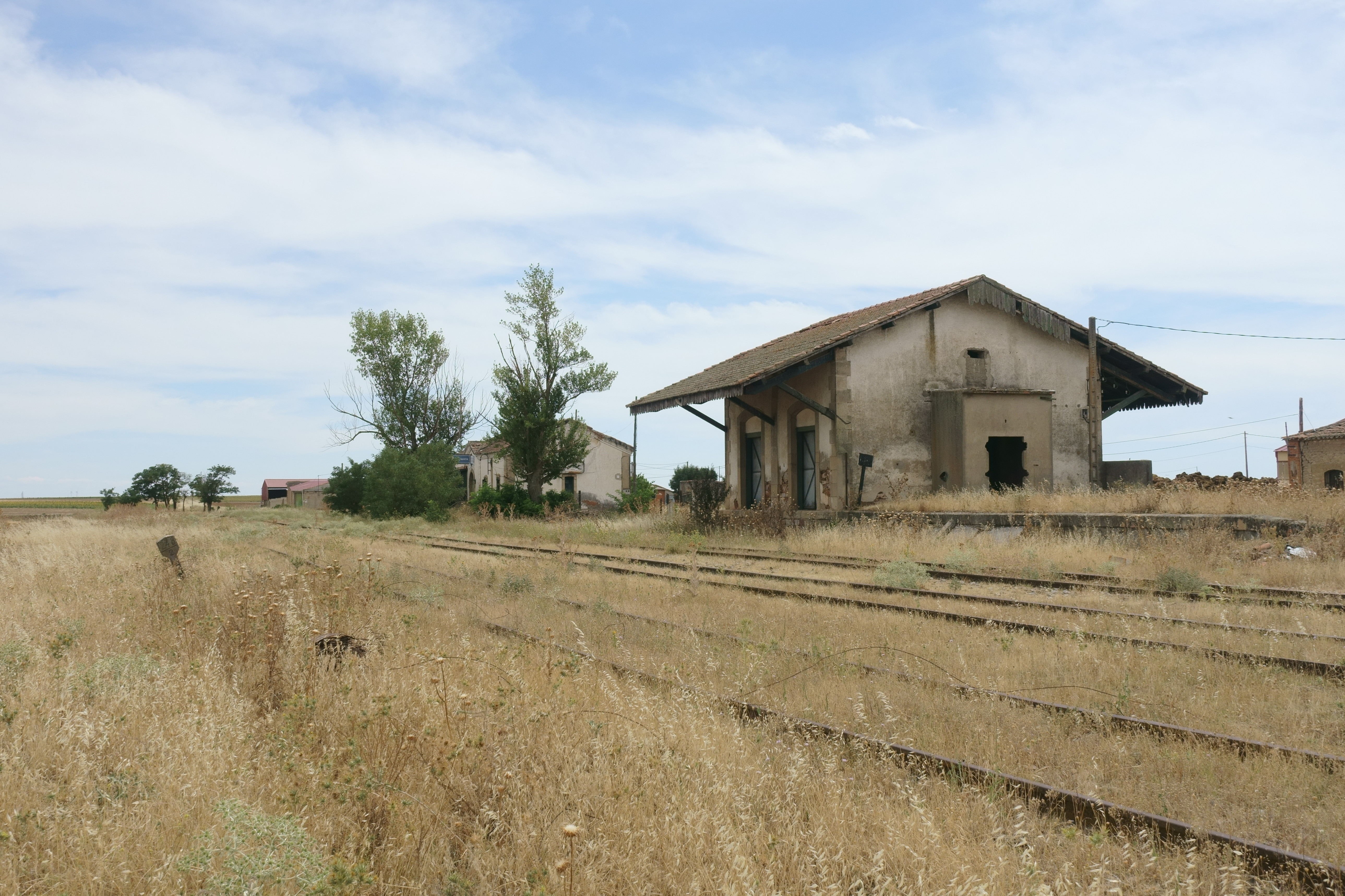
Antigua estación de la línea Plasencia-Astorga

### Iglesia de la Asunción de Nuestra Señora
La iglesia corrió mejor suerte y ha llegado hasta nuestros días con pocas variantes en su estructura respecto a la descripción que se recoge en la misma visita:  
«Visitamos el cuerpo de la iglesia, la cual es de dos naves e un arco que las reparte por medio. Las paredes della son de mampuesto e tapias de tierra. Lo alto es cubierto de madera labrada con sus soleras e tirantes. Tiene un campanario e ansimismo una tribuna de madera, e una portada con su çerradura. E a la redonda de la dicha iglesia están unos portales con postes de madera. Tiene la dicha iglesia dos capillas.
La principal della está cubierta de madera bien labrada e pintada e dorada, con unos razimos de moçaravez».  
No podemos decir lo mismo del arte mueble que adornaba su interior ya que del inventario que hacen los visitadores creemos que solo se ha conservado el crucifijo gótico de la capilla de la epístola que a tenor de la descripción dada en el documento debía formar parte de un Calvario: «un Crucifixo de madera con las imágenes de Nostra Sennora e San Juan, todo de bulto, de muy buena obra».  
«La imagen de Nostra Senora de bulto, con el niño Ihesus en los braços» que presidía el retablo mayor pudo ser la misma que se ordenó enterrar en la visita pastoral de 1778 para ser sustituida por la talla de la Asunción.  
El Aspecto que hoy presenta la iglesia guarda, en líneas generales, correspondencia con la reseña hecha por los visitadores. Es un modesto edificio de mampostería, en gran parte enfoscada, formado por dos naves separadas por un gran arco escarzano de sillería, más ancha la de la epístola que parece la principal. La cabecera del templo está formada por la capilla mayor de planta cuadrada, flanqueada por otras dos capillas alineadas con ella que dan lugar a una especie de crucero. En 1838 quedó constancia en los libros de fábrica del mal estado en el que se encontraba la armadura de la capilla mayor que probablemente fue sustituida por la actual bóveda de aristas y algo similar ocurriría con la de la nave que aparece hoy cubierta con una techumbre moderna de madera. 
Posiblemente estemos ante una construcción de finales del siglo XV (con reformas posteriores) levantada sobre el solar de una iglesia románica tardía de la que se reutilizó parte de su antiguo muro septentrional, con doce canecillos conservados en el interior del templo, ocho de los cuales se colocaron sobre el arco que separa las dos naves y el resto en el cuarto trastero situado a los pies de la nave del evangelio. Son ejemplares similares a los conservados en la iglesia de Fontanillas de Castro y revelan, como aquellos, el trabajo de canteros poco diestros para las representaciones figuradas. Muestran motivos muy diversos pero de formas muy simples entre las que a duras penas se distinguen alguna cabeza antropomorfa o de animal, bolas, piñas, un barril y otras figuras que por lo sumario de la talla son difíciles de identificar.   
Se ha conservado igualmente restos de la primitiva portada aprovechados al hacer la actual. Se trata fundamentalmente de dovelas, y de un fragmento de capitel vegetal visible tras la puerta de madera, del mismo tipo y mano que los de Pajares de la Lampreana.   
Respecto a la cronología que podemos asignar a todos estos restos, hay que señalar que todas las piezas de talla popular y ejecución descuidada parecen más bien elementos residuales de un románico inercial que bien podría fecharse en el primer cuarto del siglo XIII.

### Fiestas y tradiciones
- Inician el calendario festivo anual las alboradas de los quintos en la noche de Reyes con hoguera, canto de los reyes por las casas y pedir el aguinaldo.

- El 17 de enero festejan a San Antón con misa y posterior bendición de los animales, de quienes el santo es su abogado.
- Las Candelas se celebra el 2 de febrero con misa y procesión con la Virgen.
- Es fiesta importante del pueblo la de San Isidro, el 15 de mayo.
- La Cuaresma se refleja en el Domingo Tortillero que rompe el ayuno.
- Las fiestas patronales se celebran en honor de la Asunción el 15 de agosto, San Roque el 16 de agosto y San Roquito el 17 de agosto.